# Oreodera mimetica
Oreodera mimetica là một loài bọ cánh cứng trong họ Cerambycidae.